# Vickers Medium Tank Mark III
Tank, Medium, Mk III – brytyjski prototypowy czołg średni z okresu międzywojennego.
Prace projektowe rozpoczęły się w 1930 roku. Czołg bazował na opracowywanym od 1926 roku czołgiem A6, zwanym potocznie „16-tonowcem”, mającym zastąpić służące w armii czołgi Vickers Medium Tank Mark II. Zbudowano trzy egzemplarze czołgu. Zbyt wysokie koszty produkcji pojazdów były przyczyną zarzucenia projektu.